# Diamond DA20
Diamond DA20 je dvosedežno enomotorno propelersko lahko športno letalo avstrijskega proizvajalca Diamond. Namenjen je športnemu letenju in šolanju pilotov. Prvi model je bil DA20 A1 Katana z motorji Rotax 912, ki so ga začeli proizvajati v Kanadi leta 1994. Proizvodnja modelov C1 Evolution in Eclipse z motorji Continental IO-240-B3B se je začela leta 1998 prav tako v Kanadi. DA20 je večinoma grajen iz kompozitnih materialov, ima nizko krilo, rep T-konfiguracije, en rezervoar za gorivo in fiksno pristajalno podvozje tipa tricikel. Med taksiranjem se ga upravlja z diferencialnim zaviranjem glavnih koles, zaradi česar ga je nemogoče obrniti na mestu in nima vodljive nosne noge. Letalo je izredno neugodno za pospravljanje v hanger. DA20 je nizkokrilec zaradi česar ni priljubljen pri inštruktorjih letenja, saj so ti mnogo bolj na udaru sonca, tudi sedalni položaj je slabši kot v ameriških letalih na račun manjšega preseka kabine. DA20 se sicer da opremiti z instrumenti za IFR letenje, vendar bolj za šolanje in treniranje, ker letalo ni opremeljeno za letenje v slabih vremenskih pogojih, kot npr. zalejevanje. DA20 ime precej večje jadralno število kot konkurenčna letala, DA20-C1 ima 11:1 in DA20-A1 14:1, zaradi česar ni najbolj primerno za strme prilete na kratke steze, saj letalo nima zračnih zavor. Večinoma ga uporabljajo letalske šole v aeroklubih in pri privatnih lastnikih pa ni preveč priljubljeno, saj ima na pram ameriškim Cessnam ali Piperjem mnogo bolj nežno podvozje.

## Tehnične specifikacije (DA20-C1 Eclipse)
Podatki iz DA20 webpage
Splošne karakteristike
- Posadka: 1 pilot
- Število sedežev: 1 potnik (skupaj 2)
- Dolžina: 7,16 m (23 ft 6 in)
- Razpon kril: 10,87 m (35 ft 8 in)
- Višina: 2,18 m (7 ft 2 in)
- Površina kril: 11,61 m² (125 ft²)
- Aeroprofil: FX 63-137
- Teža praznega letala: 529 kg (1166 lb)
- Uporaben tovor: 271 kg (597 lb / 487 lb)
- Maks. vzletna teža: 800 kg (1764 lb / 1653 lb)
- Pogon letala: 1 ×  Hoffmann ali Sensenich propeler s fiksnim vpadnim kotom Continental IO-240-B, 93 kW (125 KM)

 Zmogljivost 
- Neprekoračljiva hitrost: 164 vozlov (304 km/h, 189 mph)
- Potovalna hitrost: 138 vozlov (256 km/h, 159 mph) @ 5,5 gal/uro
- Hitrost porušitve vzgona: 42 vozlov (78 km/h)
- Doseg: 1013 km (547 nm, 623 mi)
- Višina leta: 4000 m (13120 ft)
- Hitrost vzpenjanja: 5,08 m/s (1000 ft/min)
- Obremenitev kril: 64,6 kg/m² (13,2 lb/ft²)
- Razmerje moč/teža: 124 W/kg (0,0756 KM/lb)